# Aripsa
Aripsa era una fortalesa a la Còlquida clàssica, en un promontori rocós a la costa del mar Negre, que pertanyia al rei Anniya d'Azzi i Hayasa a finals del segle xiv aC.
Mursilis II, rei dels hitites, en una incursió cap als territoris d'Azzi, en el desè any del seu regnat, va veure com les tropes enemigues no li presentaven batalla i es retiraven a les seves places fortes. Diu Mursilis, tal com es pot llegir als seus Annals: "Vaig lluitar només contra les fortaleses de Duskamma i Aripsa i les vaig prendre per assalt. Els presoners que vaig portar al meu palau reial eren tres mil, sense contar el que van portar els senyors d'Hattusa, les tropes i els combatents en els seus carros de guerra".